# Croton laui
Croton laui là một loài thực vật có hoa trong họ Đại kích. Loài này được Merr. & F.P.Metcalf mô tả khoa học đầu tiên năm 1937.